# Pormpuraaw
Pormpuraaw – miasto w Australii, w stanie Queensland.